# Victoria West
Victoria West est une ville d'Afrique du Sud située dans la province de Cap-du-Nord.

## Démographie
Selon le recensement de 2011, Victoria West compte 8 254 habitants, majoritairement coloured (69,28 %). Les noirs et les blancs représentent respectivement 23,70 % et 5,65 % des habitants de l'ensemble de la commune. 
Les habitants sont très majoritairement de langue maternelle afrikaans (82,11 %).

## Histoire
La ville est fondée sur la rive de la Brakrivier en 1843 lorsque l'église réformée hollandaise acheta la ferme Zeekoegat à un fermier local. En 1844, elle est nommée « Victoria » en référence à la reine Victoria, puis en 1855 « Victoria West » afin de la distinguer du district du Cap-Oriental.
L'arrivée du chemin de fer en 1881 a stimulé le développement économique et la croissance démographique de la ville au cours des décennies suivantes.

## Gouvernance et infrastructures
Victoria West est située sur la route principale N12. Elle s'élève à une altitude de 1 300 mètres. Elle est le siège de la municipalité d'Ubuntu dans le district de Pixley ka Seme
La ville a un petit aéroport (code FAVW).

## Personnalités locales
- Paul Sauer, député de Victoria West de 1929 à 1933
- Pieter Johannes Hendrik Luttig, député de Victoria West de 1933 à 1938